# Euplectes axillaris
El obispo de abanico (Euplectes axillaris) es una especie de ave paseriforme de la familia Ploceidae propia del África subsahariana.  

## Distribución y hábitat

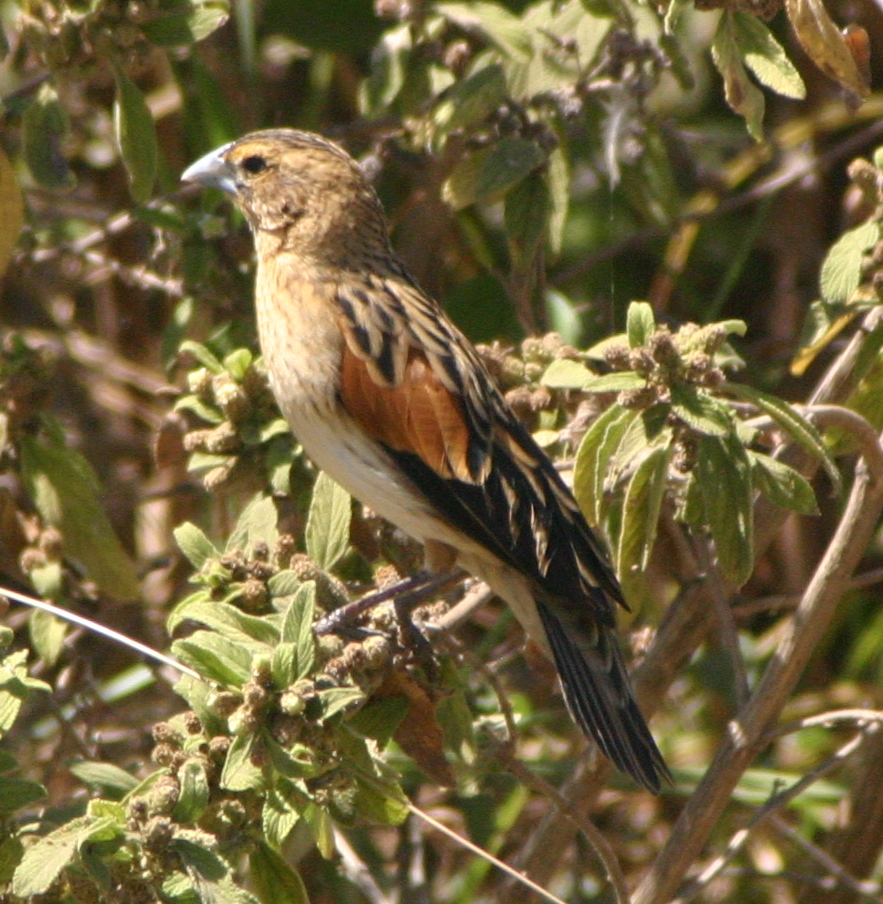
Macho E. a. phoeniceus en plumaje de eclipse.

El obispo de abanico se extiende por los herbazales húmedos tropicales y subtropicales del África subsahariana.

## Taxonomía
Se reconocen cinco subespecies:
- E. a. bocagei (Sharpe, 1871) – diseminado por África occidental, de Mali a la República Centroafricana y la República Democrática del Congo, y las regiones de la Franja de Caprivi, Okavango y el Zambeze, por el sur;
- E. a. phoeniceus (Heuglin, 1862) – se extiende por África oriental (de Sudán a Kenia, Tanzania, Zambia y Malawi);
- E. a. traversii (Salvadori, 1888) – ocupa el Macizo etíope;
- E. a. zanzibaricus (Shelley, 1881) – se encuentra en la costa del este de África (de Somalia a Tanzania)
- E. a. axillaris (A.Smith, 1838) – presente en el sureste de África (de las tierras bajasde Malawi al este de Sudáfrica)